# Liste der Schutzgebiete in Baden-Württemberg

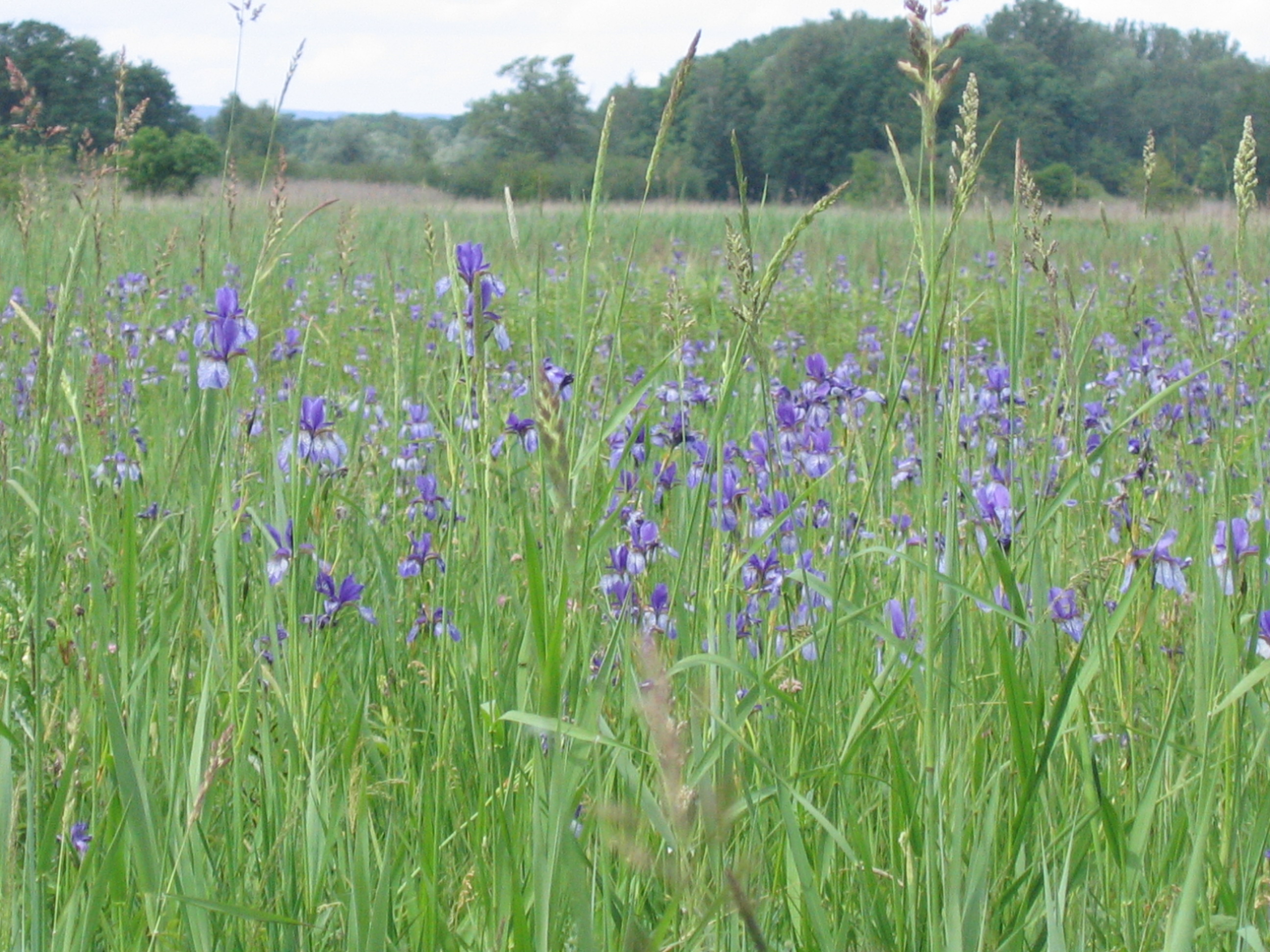
Irisblüte im Eriskircher Ried

Die Liste der Schutzgebiete in Baden-Württemberg enthält die Statistik aller Schutzgebiete (Stand 28. April 2022) des deutschen Landes Baden-Württemberg.

## Nationalpark

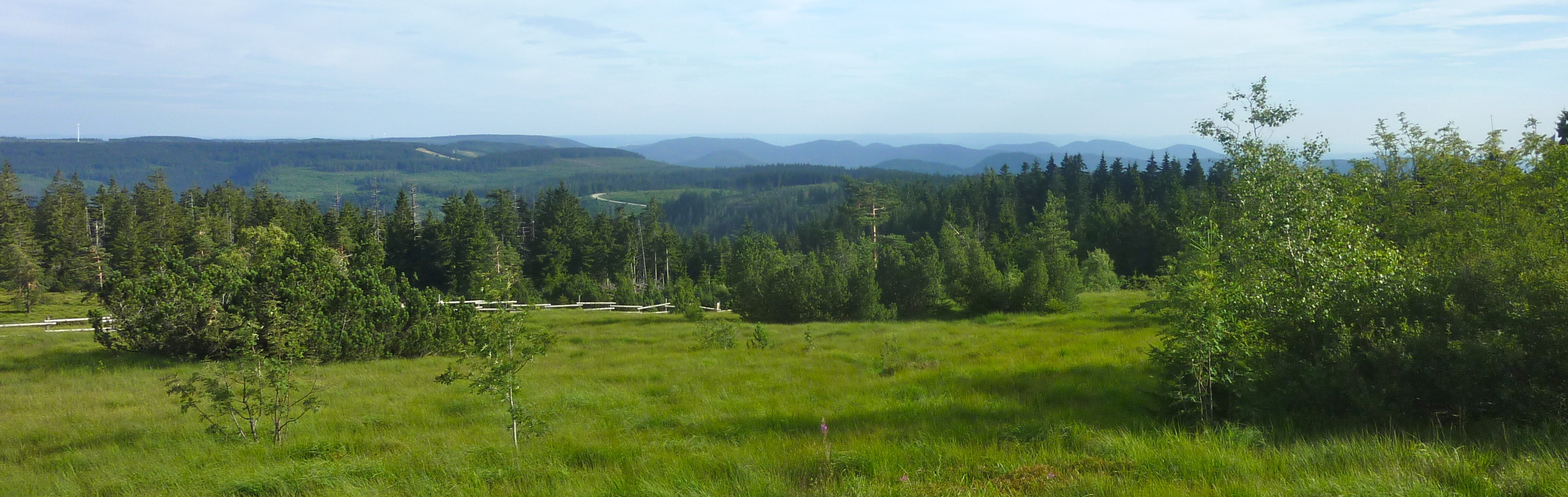
Nationalpark Schwarzwald

Der Nationalpark Schwarzwald besteht als  erster Nationalpark des Bundeslandes seit dem 1. Januar 2014. Er liegt im Höhengebiet des Nordschwarzwalds überwiegend im Bereich des Regierungsbezirks Karlsruhe.
|                            | Anzahl | Gesamtfläche (ha) | Flächenanteil (%) |
| -------------------------- | ------ | ----------------- | ----------------- |
| Regierungsbezirk Freiburg  | 1      | 905,32            | 0,10              |
| Regierungsbezirk Karlsruhe | 1      | 9.153,78          | 1,32              |
| Regierungsbezirk Stuttgart | –      | –                 | –                 |
| Regierungsbezirk Tübingen  | –      | –                 | –                 |
| Baden-Württemberg, gesamt  | 1      | 10.059,09         | 0,28              |

## Naturschutzgebiete

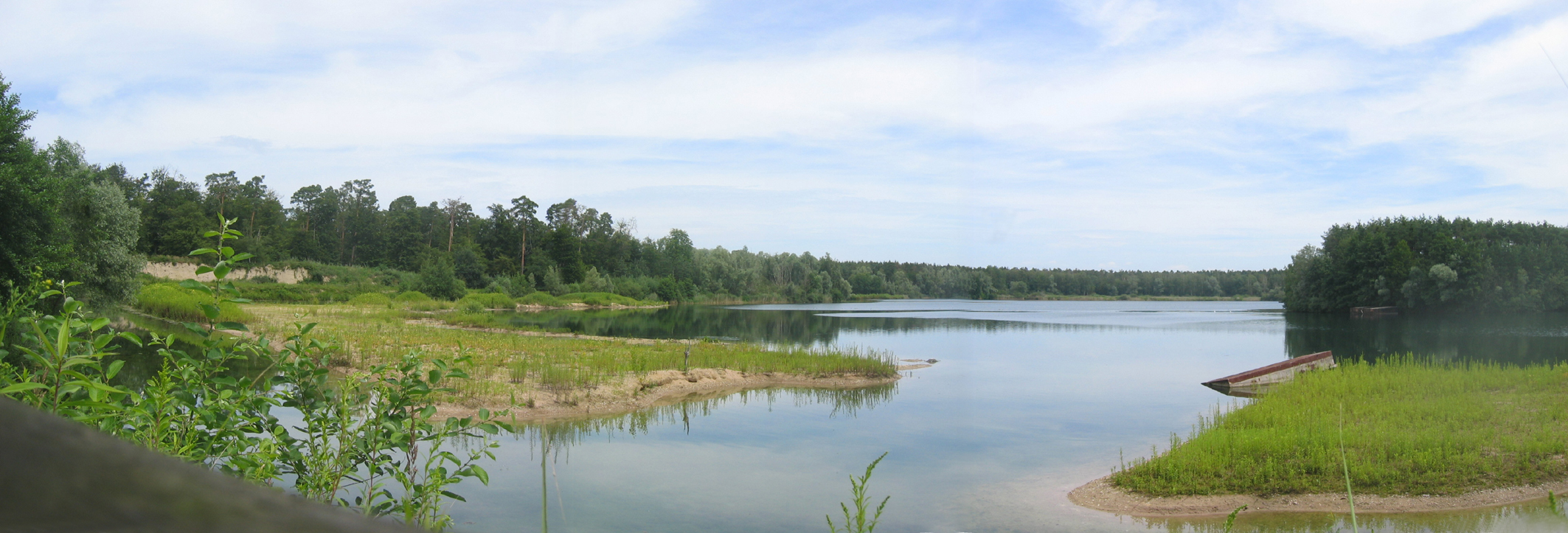
NSG Kohlplattenschlag

Ein Naturschutzgebiet (NSG) ist ein streng geschütztes Gebiet. Die Definition von Naturschutzgebieten erfolgt in Deutschland durch oder auf Grundlage von Gesetzen. Umgangssprachlich bezeichnet der Begriff Naturschutzgebiet darüber hinaus alle Schutzgebiete in Natur- und Landschaftsschutz. Als Naturschutzgebiet werden häufig Gebiete ausgewiesen, welche für die Erhaltung der Tier- und Pflanzenwelt, oft auch für landschaftliche und erdkundliche Eigenarten von Bedeutung sind. Ziel ist es, Pflanzen- wie auch Tierarten in ihrem Verbreitungsgebiet unter Schutz zu stellen. Als Naturschutzgebiete werden auch Flächen ausgewiesen, wenn sie aus wissenschaftlichen oder naturgeschichtlichen Gründen, wegen ihrer Einzigartigkeit oder besonderen Schönheit als schützenswert gelten. Es handelt sich dabei oft um Biotope wie etwa Moorlandschaften, Heideflächen, Gebirgslandschaften oder Wälder. In Naturschutzgebieten ist die landwirtschaftliche Nutzung, das Verlassen der öffentlich gekennzeichneten Wege wie auch das Entfachen von Feuer meistens untersagt.
In Baden-Württemberg sind 1046 Naturschutzgebiete mit einer Gesamtfläche von 87.663,97 Hektar (ha) ausgewiesen. Das entspricht einem Anteil von 2,46 Prozent an der Fläche des Bundeslandes. Dreizehn Schutzgebiete erstrecken sich über jeweils zwei Regierungsbezirke, sie werden für das Land nur einmal gezählt, woraus sich die Differenz zur Summe der Gebiete aller 4 Regierungsbezirke ergibt.
|                            | Anzahl | Gesamtfläche (ha) | Flächenanteil (%) |
| -------------------------- | ------ | ----------------- | ----------------- |
| Regierungsbezirk Stuttgart | 259    | 15.661,83         | 1,48              |
| Regierungsbezirk Karlsruhe | 230    | 18.942,19         | 2,74              |
| Regierungsbezirk Freiburg  | 273    | 32.868,49         | 3,52              |
| Regierungsbezirk Tübingen  | 300    | 19.954,24         | 2,25              |
| Baden-Württemberg, gesamt  | 1.049  | 88.453,04         | 2,48              |

→ Siehe Hauptartikel: Liste der Naturschutzgebiete in Baden-Württemberg

## Landschaftsschutzgebiete

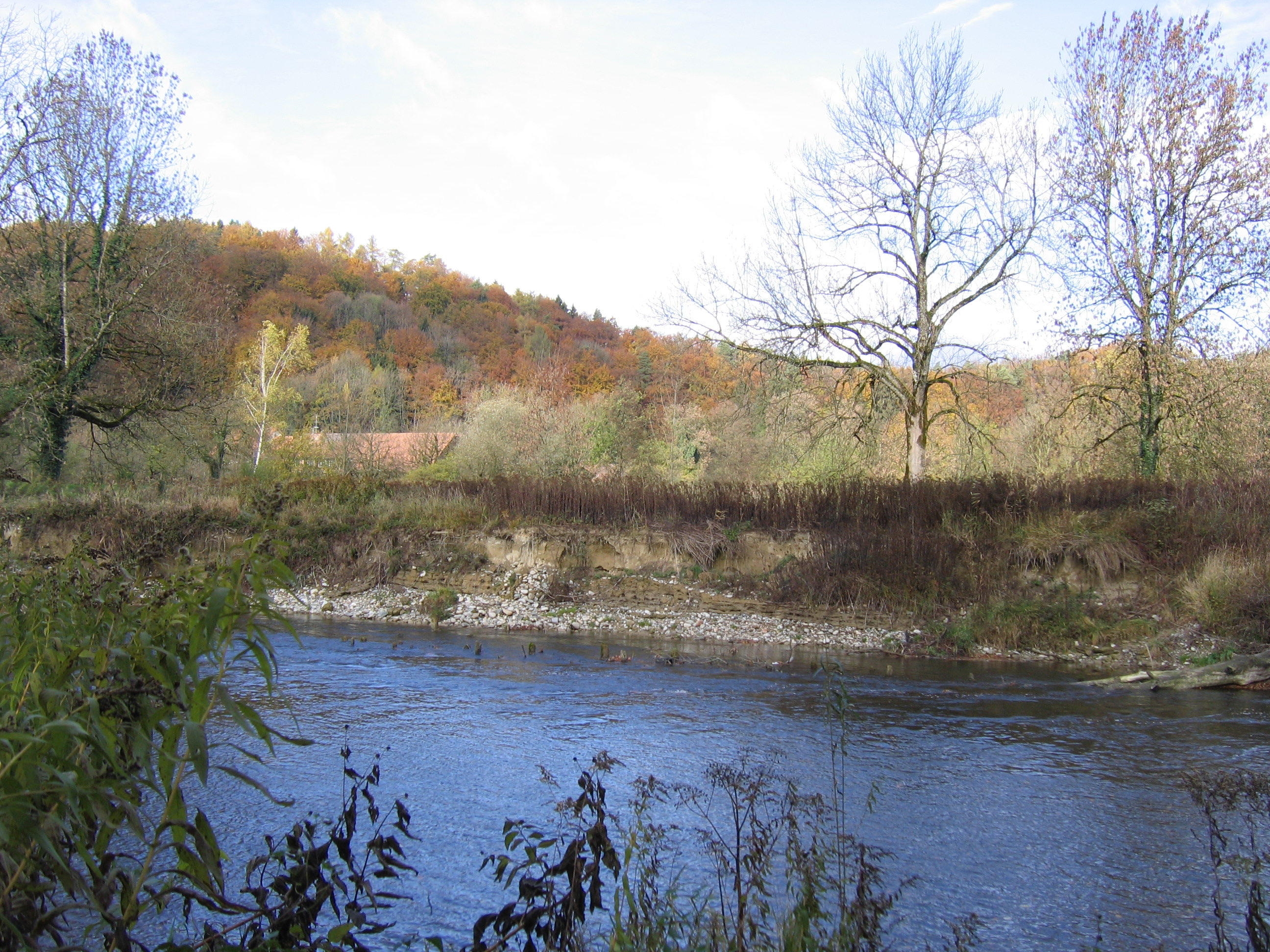
Argen-Steilufer oberhalb Gießenbrücke

Das Landschaftsschutzgebiet (LSG) gehört in Deutschland zu den Möglichkeiten des gebietsbezogenen Naturschutzes, den das Bundesnaturschutzgesetz (BNatSchG) bereitstellt. Welche Flächen als Landschaftsschutzgebiet ausgewiesen werden können, bestimmen die Bundesländer. Sie legen auch fest, in welcher Form die Landschaftsschutzgebiete gekennzeichnet werden.
Paragraph 26 des BNatSchG legt fest, dass Landschaftsschutzgebiete der Erhaltung und Entwicklung der Natur dienen sollen, Beeinträchtigungen des Naturhaushaltes beseitigt werden sollen und die Leistungs- und Funktionsfähigkeit wieder hergestellt werden. Dies geschieht wegen der Vielfalt und Eigenart der Landschaft, ihrer kulturhistorischen Bedeutung oder ihrer besonderen Bedeutung für die Erholung.
In Baden-Württemberg sind 1454 Landschaftsschutzgebiete mit einer Gesamtfläche von 809.018,67 Hektar (ha) ausgewiesen. Das entspricht einem Anteil von 22,68 Prozent an der Fläche des Bundeslandes.
|                            | Anzahl | Gesamtfläche (ha) | Flächenanteil (%) |
| -------------------------- | ------ | ----------------- | ----------------- |
| Regierungsbezirk Stuttgart | 585    | 233.985,86        | 22,16             |
| Regierungsbezirk Karlsruhe | 291    | 185.190,50        | 26,77             |
| Regierungsbezirk Freiburg  | 244    | 174.288,73        | 18,65             |
| Regierungsbezirk Tübingen  | 332    | 206.174,85        | 23,29             |
| Baden-Württemberg, gesamt  | 1.454  | 809.018,67        | 22,68             |

→ Siehe Hauptartikel: Liste der Landschaftsschutzgebiete in Baden-Württemberg

## FFH-Gebiete
Die Fauna-Flora-Habitat-Richtlinie, kurz FFH- oder Habitatrichtlinie, ist eine 1992 beschlossene Naturschutz-Richtlinie der Europäischen Union. Sie dient gemeinsam mit der Vogelschutzrichtlinie im Wesentlichen der Umsetzung der Berner Konvention; eines ihrer wesentlichen Instrumente ist ein zusammenhängendes Netz von Schutzgebieten, das Natura 2000 genannt wird.
Die korrekte deutsche Bezeichnung der FFH-Richtlinie lautet Richtlinie 92/43/EWG des Rates vom 21. Mai 1992 zur Erhaltung der natürlichen Lebensräume sowie der wildlebenden Tiere und Pflanzen. Es wird in Deutschland jedoch fast ausschließlich die Bezeichnung FFH-Richtlinie benutzt, die sich von Fauna (= Tiere), Flora (= Pflanzen) und Habitat (= Lebensraum) ableitet.
In Baden-Württemberg sind 212 FFH-Gebiete mit einer Gesamtfläche von 431.271,02 Hektar (ha) ausgewiesen. Das entspricht einem Anteil von 12,09 Prozent an der Fläche des Bundeslandes. 26 FFH-Gebiete erstrecken sich über jeweils zwei Regierungsbezirke, sie werden für das Land nur einmal gezählt, woraus sich die Differenz zur Summe der Gebiete aller vier Regierungsbezirke ergibt. 2015 wurden 85 FFH-Gebiete zu 37 neuen FFH-Gebieten zusammengefasst
|                            | Anzahl | Gesamtfläche (ha) | Flächenanteil (%) |
| -------------------------- | ------ | ----------------- | ----------------- |
| Regierungsbezirk Stuttgart | 57     | 93.051,42         | 8,81              |
| Regierungsbezirk Karlsruhe | 53     | 97.853,32         | 14,14             |
| Regierungsbezirk Freiburg  | 67     | 132.553,83        | 14,18             |
| Regierungsbezirk Tübingen  | 62     | 94.679,56         | 10,68             |
| Baden-Württemberg, gesamt  | 212    | 431.271,02        | 12,09             |

→ Siehe Hauptartikel: Liste der FFH-Gebiete in Baden-Württemberg

## Vogelschutzgebiete
Als Europäisches Vogelschutzgebiet oder Special Protection Area (SPA) bezeichnet man Schutzgebiete, deren Grundlage 1979 im Art. 4 (1) der Vogelschutzrichtlinie der EU – aktuell gilt die Richtlinie in der Fassung 2009/147/EG – gelegt wurde. Diese Gebiete sind Teil des europaweiten Biotopverbunds Natura 2000. Das Konzept der Vogelschutzgebiete in ganz Europa dient besonders dem Schutz der Zugvögel, die auf Raststationen auf ihren Zugwegen angewiesen sind, um Nahrung zu suchen und um sich ausruhen zu können. Die Europäischen Vogelschutzgebiete unterliegen den Schutzkriterien der Fauna-Flora-Habitat-Richtlinie. Da die Umsetzungen seitens der EU-Mitgliedsstaaten teils nur sehr langsam voranging, wurden von Naturschutzverbänden sogenannte Important Bird Areas benannt, die man zur Ausweisung als Europäische Vogelschutzgebiete vorschlug.
In Baden-Württemberg sind 90 Europäische Vogelschutzgebiete mit einer Gesamtfläche von 397.040,58 Hektar (ha) ausgewiesen. Das entspricht einem Anteil von 11,13 Prozent an der Fläche des Bundeslandes. Elf Schutzgebiete erstrecken sich über jeweils zwei Regierungsbezirke, sie werden für das Land nur einmal gezählt, woraus sich die Differenz zur Summe der Gebiete aller vier Regierungsbezirke ergibt.
|                            | Anzahl | Gesamtfläche (ha) | Flächenanteil (%) |
| -------------------------- | ------ | ----------------- | ----------------- |
| Regierungsbezirk Stuttgart | 21     | 68.891,14         | 6,53              |
| Regierungsbezirk Karlsruhe | 23     | 56.091,88         | 8,11              |
| Regierungsbezirk Freiburg  | 34     | 181.298,36        | 19,40             |
| Regierungsbezirk Tübingen  | 23     | 84.327,33         | 9,53              |
| Baden-Württemberg, gesamt  | 90     | 397.040,58        | 11,13             |

→ Siehe Hauptartikel: Liste der EU-Vogelschutzgebiete in Baden-Württemberg

## Naturdenkmäler
Das Naturdenkmal ist ein unter Naturschutz stehendes Landschaftselement. Dabei handelt es sich um ein Einzelobjekt oder ein Gebiet von geringer Flächengröße bis zu fünf Hektar. Letzteres ist ein Flächennaturdenkmal und als solches klar von seiner Umgebung abgegrenzt. Das Naturdenkmal wird oft als Naturschöpfung bezeichnet, kann jedoch gleichzeitig Zeuge der historischen Kulturlandschaft sein, zum Beispiel markante Einzelbäume oder Aufschlüsse mit besonderen geologischen Bildungen. In Deutschland ist der Schutz von Naturdenkmälern in §28 des Bundesnaturschutzgesetzes und in den Länder-Naturschutzgesetzen verankert. Der Schutz begründet sich durch die Seltenheit, Eigenart oder Schönheit des Naturdenkmals sowie seinen Wert für Wissenschaft, Heimatkunde und Naturverständnis und umfasst ein weitgehendes Veränderungsverbot.

### Einzelobjekte
In Baden-Württemberg sind 8347 Einzelgebilde mit einer Gesamtfläche von 5,42 Hektar (ha) ausgewiesen. Das entspricht einem Anteil von weniger als 0,01 Prozent an der Fläche des Bundeslandes.
|                            | Anzahl | Gesamtfläche (ha) | Flächenanteil (%) |
| -------------------------- | ------ | ----------------- | ----------------- |
| Regierungsbezirk Stuttgart | 2.689  | < 0,01            | < 0,01            |
| Regierungsbezirk Karlsruhe | 1.668  | 5,07              | < 0,01            |
| Regierungsbezirk Freiburg  | 1.703  | < 0,01            | < 0,01            |
| Regierungsbezirk Tübingen  | 2.287  | 0,03              | < 0,01            |
| Baden-Württemberg, gesamt  | 8.347  | 5,42              | < 0,01            |

### Flächennaturdenkmäler
In Baden-Württemberg sind 6083 flächenhafte Naturdenkmäler mit einer Gesamtfläche von 6538,31 Hektar (ha) ausgewiesen. Das entspricht einem Anteil von 0,18 Prozent an der Fläche des Bundeslandes.
|                            | Anzahl | Gesamtfläche (ha) | Flächenanteil (%) |
| -------------------------- | ------ | ----------------- | ----------------- |
| Regierungsbezirk Stuttgart | 4.120  | 4.074,42          | 0,39              |
| Regierungsbezirk Karlsruhe | 281    | 493,06            | 0,07              |
| Regierungsbezirk Freiburg  | 462    | 630,93            | 0,07              |
| Regierungsbezirk Tübingen  | 1.220  | 1.272,37          | 0,14              |
| Baden-Württemberg, gesamt  | 6083   | 6.538,31          | 0,18              |

→ Siehe Hauptartikel: Liste der Naturdenkmale in Baden-Württemberg

## Naturparke
Ein Naturpark ist ein geschützter, durch langfristiges Einwirken, Nutzen und Bewirtschaften entstandener Landschaftsraum. Diese wertvolle Kulturlandschaft soll in ihrer heutigen Form bewahrt und gleichzeitig touristisch vermarktet werden. Diese Bestimmung variiert in Deutschland, soweit durch Bundesrecht zugelassen (§ 22 Abs. 4 Bundesnaturschutzgesetz), vor allem hinsichtlich der Ausweisung, Feststellung oder Anerkennung als Naturpark, in den einzelnen Bundesländern nach Maßgabe des dortigen Naturschutzrechts. Naturparke unterliegen in Deutschland einem gesetzlich reglementierten Gebietsschutz, der Teil des Naturschutzrechts ist.
In Baden-Württemberg sind sieben Naturparke mit einer Gesamtfläche von rund 12.743 Quadratkilometern (km²) ausgewiesen. Das entspricht einem Anteil von 35,72 Prozent an der Fläche des Bundeslandes. Vier Naturparke erstrecken sich über jeweils zwei Regierungsbezirke.
| Naturpark                             | Quadratkilometer [km²] | Regierungsbezirke    |
| ------------------------------------- | ---------------------- | -------------------- |
| Naturpark Neckartal-Odenwald          | 1.526                  | Karlsruhe, Stuttgart |
| Naturpark Obere Donau                 | 1.492                  | Freiburg, Tübingen   |
| Naturpark Schönbuch                   | 155                    | Stuttgart, Tübingen  |
| Naturpark Schwäbisch-Fränkischer Wald | 1271                   | Stuttgart            |
| Naturpark Schwarzwald Mitte/Nord      | 4200                   | Freiburg, Karlsruhe  |
| Naturpark Stromberg-Heuchelberg       | 408                    | Karlsruhe, Stuttgart |
| Naturpark Südschwarzwald              | 3.934                  | Freiburg             |

|                            | Anzahl | Gesamtfläche (ha) | Flächenanteil (%) |
| -------------------------- | ------ | ----------------- | ----------------- |
| Regierungsbezirk Stuttgart | 3      | 157.783,91        | 14,95             |
| Regierungsbezirk Karlsruhe | 3      | 398.578,51        | 57,62             |
| Regierungsbezirk Freiburg  | 3      | 618.215,06        | 66,14             |
| Regierungsbezirk Tübingen  | 2      | 97.863,46         | 11,06             |
| Baden-Württemberg, gesamt  | 7      | 1.274.295,85      | 35,72             |

→ Siehe Hauptartikel: Liste der Naturparks in Baden-Württemberg

## Bannwälder

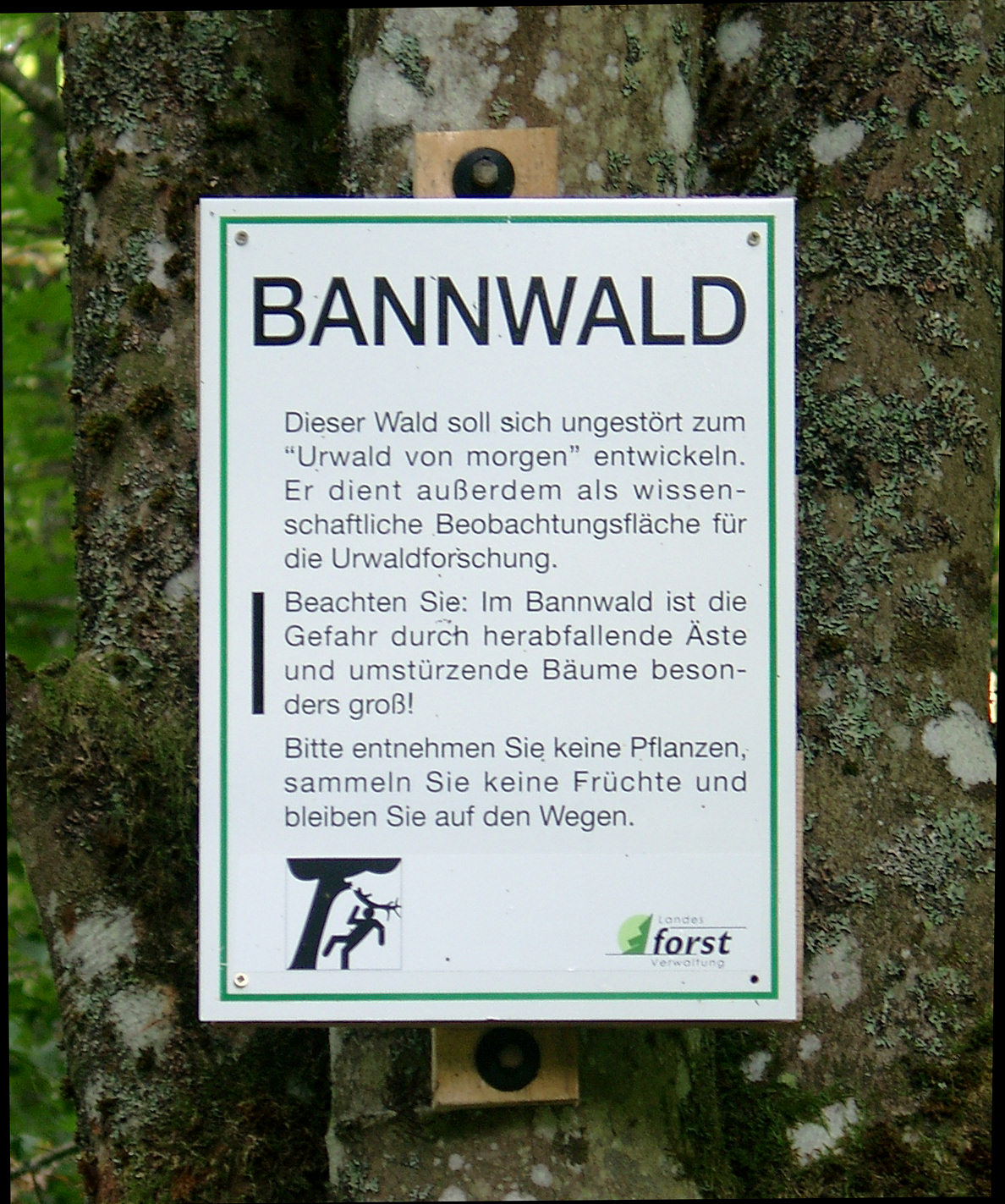
Hinweisschild „Bannwald“

In Baden-Württemberg sind Bannwälder Totalreservate, in denen jegliche Nutzung per Rechtsverordnung verboten ist. Im § 32 des Waldgesetzes wird der Bannwald in Baden-Württemberg als „ein sich selbst überlassenes Waldreservat“ definiert. Bannwälder dienen der wissenschaftlichen Erforschung natürlicher Abläufe in Wäldern. Durch ihren Reichtum an Struktur und abgestorbenem Holz sind Bannwälder Rückzugsgebiete für viele bedrohte Tier-, Pflanzen- und Pilzarten.
In Baden-Württemberg sind 123 Bannwälder mit einer Gesamtfläche von 7766,07 Hektar (ha) ausgewiesen. Das entspricht einem Anteil von 0,22 Prozent an der Fläche des Bundeslandes. Ein Schutzgebiet erstreckt sich über zwei Regierungsbezirke, es wird für das Land nur einmal gezählt, woraus sich die Differenz zur Summe der Gebiete aller 4 Regierungsbezirke ergibt.
|                            | Anzahl | Gesamtfläche (ha) | Flächenanteil (%) |
| -------------------------- | ------ | ----------------- | ----------------- |
| Regierungsbezirk Stuttgart | 19     | 950,36            | 0,09              |
| Regierungsbezirk Karlsruhe | 32     | 2.128,55          | 0,31              |
| Regierungsbezirk Freiburg  | 49     | 2.823,67          | 0,30              |
| Regierungsbezirk Tübingen  | 25     | 1.862,55          | 0,21              |
| Baden-Württemberg, gesamt  | 123    | 7.766,07          | 0,22              |

→ Siehe Hauptartikel: Liste der Bannwälder in Baden-Württemberg

## Schonwälder
Als Schonwald bezeichnet man in Baden-Württemberg ein geschütztes Waldgebiet, in dem die wirtschaftliche Nutzung des Waldes zwar erlaubt ist, aber gewissen Einschränkungen unterliegt. Der Begriff wird in anderen deutschsprachigen Regionen nicht oder bestenfalls umgangssprachlich verwendet. Schonwald wird in § 32 des baden-württembergischen Waldgesetzes folgendermaßen definiert:

„Schonwald ist ein Waldreservat, in dem eine bestimmte Waldgesellschaft mit ihren Tier- und Pflanzenarten, ein bestimmter Bestandsaufbau oder ein bestimmter Waldbiotop zu erhalten, zu entwickeln oder zu erneuern ist. Die Forstbehörde legt Pflegemaßnahmen mit Zustimmung des Waldbesitzers fest.“

In Baden-Württemberg sind 364 Schonwälder mit einer Gesamtfläche von 17.399,20 Hektar (ha) ausgewiesen. Das entspricht einem Anteil von 0,49 Prozent an der Fläche des Bundeslandes. Drei Schonwälder erstreckten sich über zwei Regierungsbezirke; sie werden für das Land nur einmal gezählt, woraus sich die Differenz zur Summe der Gebiete aller 4 Regierungsbezirke ergibt.
|                            | Anzahl | Gesamtfläche (ha) | Flächenanteil (%) |
| -------------------------- | ------ | ----------------- | ----------------- |
| Regierungsbezirk Stuttgart | 104    | 3.981,59          | 0,38              |
| Regierungsbezirk Karlsruhe | 62     | 5.509,15          | 0,80              |
| Regierungsbezirk Freiburg  | 136    | 4.650,19          | 0,50              |
| Regierungsbezirk Tübingen  | 64     | 2.848,53          | 0,32              |
| Baden-Württemberg, gesamt  | 364    | 17.399,20         | 0,49              |

→ Siehe Hauptartikel: Liste der Schonwälder in Baden-Württemberg

## Biosphärengebiete

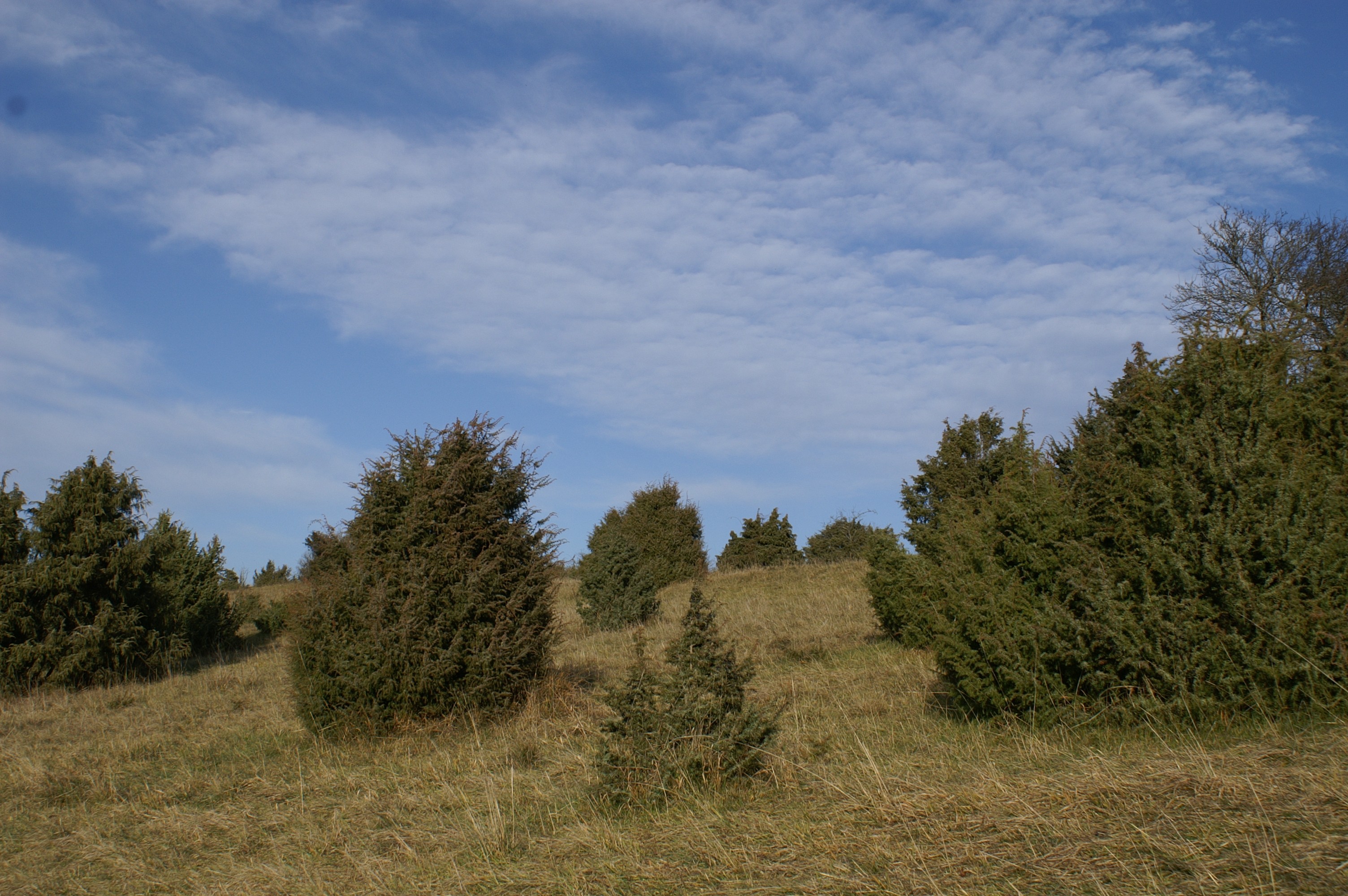
Wacholderheide im Biosphärenreservat Schwäbische Alb

Ein Biosphärenreservat ist ein Schutzgebiet, das für die jeweilige Vegetationszone repräsentativ ist oder eine Besonderheit aufweist. Es geht daher in erster Linie um den Schutz der vom Menschen geschaffenen Kulturlandschaften, für welche die UNESCO (Organisation der Vereinten Nationen für Erziehung, Wissenschaft und Kultur) zuständig ist, und weniger um Naturschutz. In Baden-Württemberg lautet der Name für die Schutzkategorie Biosphärengebiet.
Es sind zwei Biosphärengebiete mit einer Gesamtfläche von 148.505,14 Hektar (ha) ausgewiesen. Das entspricht einem Anteil von 4,16 Prozent an der Fläche des Bundeslandes. Das Biosphärengebiet Schwäbische Alb erstreckt sich über die Regierungsbezirke Tübingen und Stuttgart. Das Biosphärengebiet Schwarzwald liegt im Regierungsbezirk Freiburg.
|                            | Anzahl | Gesamtfläche (ha) | Flächenanteil (%) |
| -------------------------- | ------ | ----------------- | ----------------- |
| Regierungsbezirk Stuttgart | 1      | 12.790,41         | 1,21              |
| Regierungsbezirk Karlsruhe | –      | –                 | –                 |
| Regierungsbezirk Freiburg  | 1      | 62.603,37         | 6,70              |
| Regierungsbezirk Tübingen  | 1      | 71.626,31         | 8,09              |
| Baden-Württemberg, gesamt  | 2      | 148.505,14        | 4,16              |